# MDR Sachsen

Logo la revendication

Logo depuis le 1 mai 2017

MDR Sachsen (á 1er mai 2017: MDR 1 Radio Sachsen) est la radio régionale de la Mitteldeutscher Rundfunk pour la Saxe.

## Programme
Sa mission est la diffusion d'émissions d'informations ayant pour sujet la Saxe. La programmation musicale consiste surtout en des succès des dernières décennies et du schlager. Depuis 2010, le pourcentage de schlager est progressivement réduit de 80 % à 5 %. À Bautzen, on diffuse également sur MDR 1 des programmes de Sorbischer Rundfunk.

## Studios
Le studio principal se trouve à Dresde, la capitale du Land. La radio dispose de quatre studios locaux (Bautzen, Chemnitz, Plauen, Leipzig) et un bureau local à Görlitz.

## Source de la traduction
- (de) Cet article est partiellement ou en totalité issu de l’article de Wikipédia en allemand intitulé « MDR 1 Radio Sachsen » (voir la liste des auteurs).